# Schwarzohr-Waldsänger
Der Schwarzohr-Waldsänger (Myioborus ornatus) ist ein kleiner Singvogel aus der Gattung Myioborus in der Familie der Waldsänger (Parulidae). Das Hauptverbreitungsgebiet befindet sich in den Anden von Kolumbien sowie im äußersten nordwestlichen Venezuela. Die IUCN listet sie als „nicht gefährdet“ (least Concern).

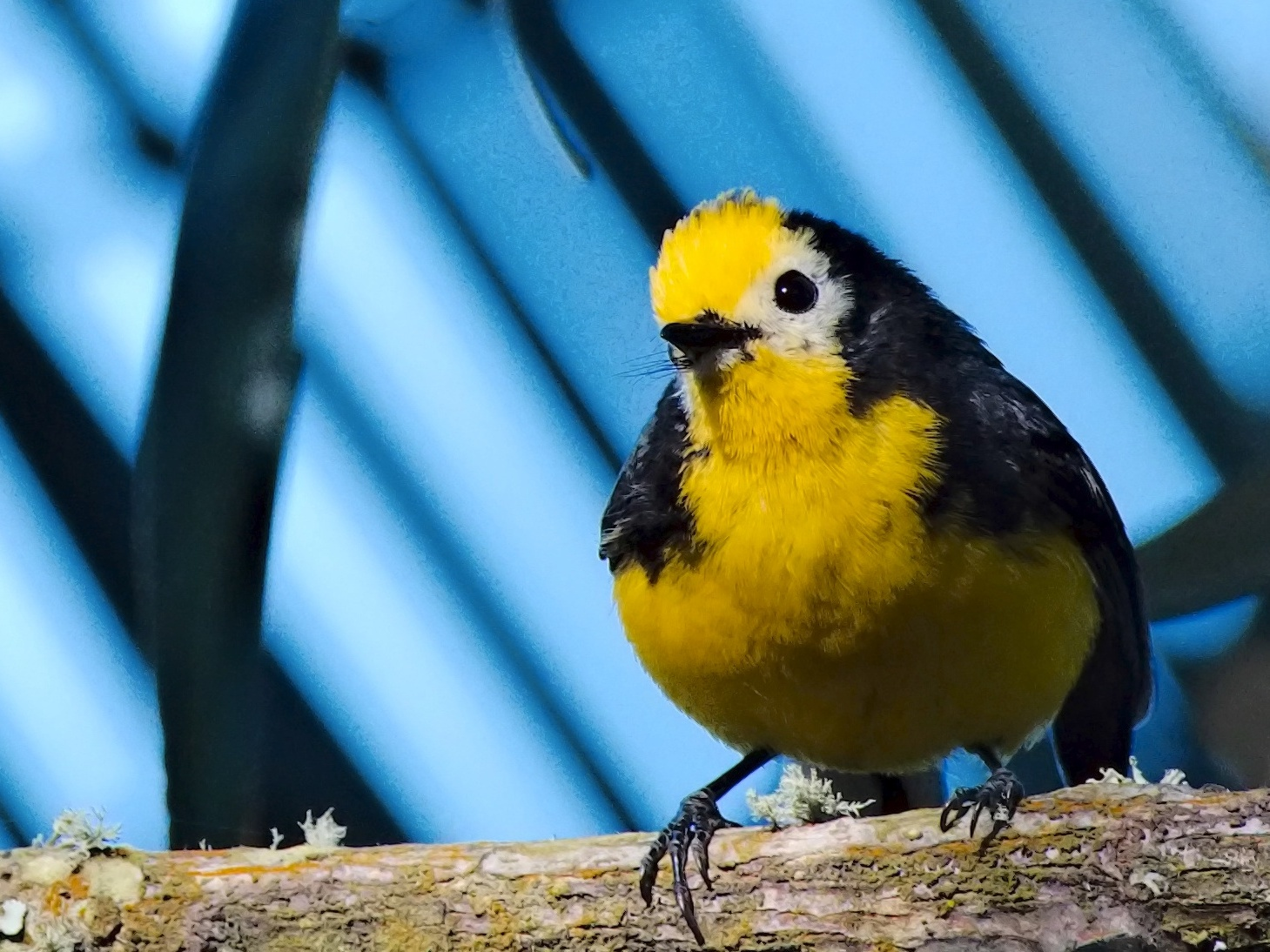
Schwarzohr-Waldsänger ssp. Myioborus ornatus ornatus

## Merkmale
Schwarzohr-Waldsänger erreichen eine Körperlänge von 13 bis 13,5 Zentimetern. Die Flügellänge beträgt beim Männchen 6,9 bis 7,5 Zentimeter, beim Weibchen 6,5 bis 7,1 Zentimeter. Adulte  Schwarzohr-Waldsänger der Nominatform und Jungvögel ab dem ersten Jahr haben ein hellgelbes Kronengefieder. Die Zügel, der Augenbereich sowie die vorderen Ohrdecken sind weiß. Die hinteren Ohrdecken sind schwarz mit weißen schmalen, halbmondförmigen Ränder. Die Nackenseiten und der Nacken sind schwarz; das Oberseitengefieder ist dunkelgrau mit einem oliv getönten Mantel. Die Flügel mit grauen Federrändern sowie die Schwanzfedern mit weißen Außenfedern sind schwärzlich. Das Untenseitengefieder ist hellgelb bis goldgelb, die Unterschwanzdecken weiß. Beine und Schnabel sind schwärzlich. Männchen und Weibchen gleichen sich.
Unterschieden wird die Unterart Myioborus o. chrysops durch die gelben Zügel, den gelben Augenbereich und den gelben vorderen Ohrdecken. Das Kronengefieder ist etwas heller als bei der Nominatform und orange getönt. Das schwarze Nackengefieder zieht sich bis zum hinteren Kronengefieder. Das Unterseitengefieder ist goldgelb mit einer orangen Tönung.

## Vorkommen, Ernährung und Fortpflanzung
Schwarzohr-Waldsänger sind vorwiegend Standvögel und wandern nur beschränkt in den Höhenlagen der von ihnen bewohnten Standorte. Sie bewohnen paarweise oder in kleinen Gruppen Bergwälder sowie Nebelwälder in Höhen von 2000 bis 3400 Metern, sind jedoch gewöhnlich oberhalb von 2400 Metern anzutreffen. Ihre Nahrung besteht vorwiegend aus Insekten und weiteren Wirbellosen. Diese fangen sie entweder wie die Fliegenschnäpper von einer Sitzwarte aus oder stöbern sie am äußersten Astwerk der Bäume auf. Als Nistmaterial für das schalenförmige Nest verwenden sie unter anderem Pflanzenfasern. Über die Brutzeit ist nur wenig bekannt. Im Juli wurde ein Männchen in Kolumbien gesichtet sowie gerade flügge gewordene Jungvögel im März in Huila, im Mai und Juli in Cauca und im April und November in Cundinamarca.

## Unterarten und Verbreitung
Diese Art bildet mit der Vogelart Brillenwaldsänger (Myioborus melanocephalus) eine Superspezies, zu der wahrscheinlich auch der Weißstirn-Waldsänger (Myioborus albifrons) und der Gelbkronen-Waldsänger (Myioborus flavivertex) gehört.
Es gibt zwei anerkannte Unterarten:
- Myioborus o. ornatus (Boissonneau, 1840) – Kommt in den östlichen Anden von Kolumbien und im daran angrenzenden nordwestlichen Venezuela (Páramo de Tamá; südwestliches Táchira) vor und südlich in Kolumbien bis in den Distrikt Bogotá in Zentralkolumbien.
- Myioborus o. chrysops (Salvin, 1878) – Kommt im südlichen Teil der östlichen Anden in Kolumbien vor sowie in den zentralen und westlichen Anden von Kolumbien. Weitere Verbreitungsgebiete befinden sich im südlichen Kolumbien.

## Etymologie
Auguste Boissonneau beschrieb diesen Schwarzohr-Waldsänger zunächst unter Setophaga ornata. Das Wort »Myioborus« setzt sich aus den griechischen Wort »muia« für »Fliege« und »Parus« für »Meisen« zusammen. Das Artepitheton »ornata« stammt aus dem Lateinischen und bedeutet »verziert«. Der Name »chrysops« in der Unterart steht für das griechische Wort »khusops«,  welches so viel wie »goldfarben, gold schimmernd« bedeutet.